# Acanthurus nigroris

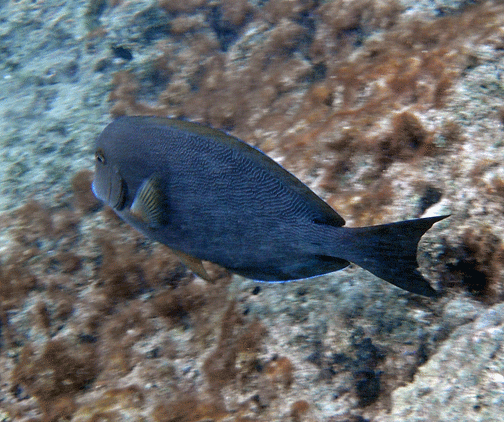
Acanthurus nigroris en Samoa Americana

Acanthurus nigroris es una especie de pez cirujano de la familia Acanthuridae. Su nombre común en inglés es Bluelined surgeonfish, o pez cirujano de líneas azules. Es una especie endémica de las islas Hawái y el atolón de Johnston. Es una especie común y abundante en la mayor parte de su rango de distribución.

## Morfología
Posee la morfología típica de su familia, cuerpo comprimido lateralmente y ovalado. La boca es pequeña, protráctil y situada en la parte inferior de la cabeza. El hocico es grande. 
Los especímenes de 61 mm tienen 10 dientes superiores y 12 inferiores, cuando alcanzan los 159 mm tienen 12 superiores y 14 inferiores.
Tiene 9 espinas y 24 a 27 radios blandos dorsales; 3 espinas y entre 23 y 25 radios blandos anales, y 15 0 16 radios blandos pectorales.
Como todos los peces cirujano, de ahí les viene el nombre común, tiene 2 espinas extraíbles en el pedúnculo caudal, que usa para defenderse o dominar.

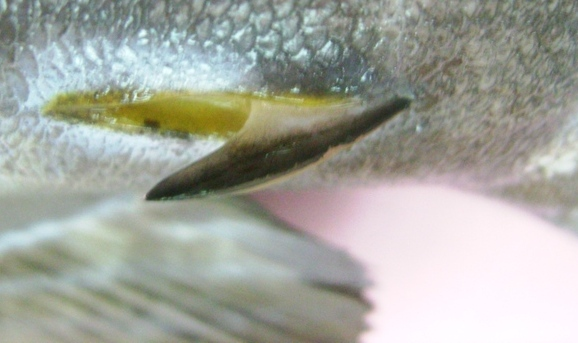
Espina del pedúnculo caudal
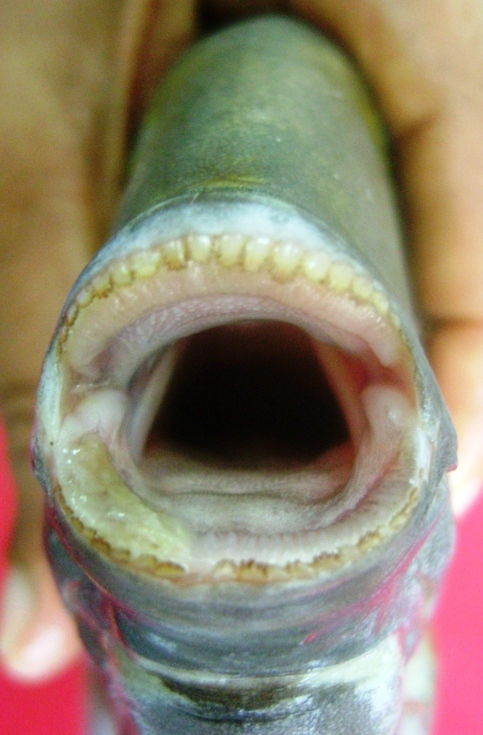
Detalle de dentadura herbívora de la especie emparentada Acanthurus xanthopterus

Su coloración base es marrón oscuro-grisáceo. Se caracteriza por tener el cuerpo y la cabeza recubierto de líneas azul claro, de ahí su nombre común en inglés. Las aletas son del mismo color que el cuerpo, excepto las pectorales que son amarillo mate. Las aletas dorsal y anal tienen una mancha negra en las axilas. La espina del pedúnculo caudal no está rebordeada en color oscuro.
Alcanza los 25 cm de largo.

## Hábitat y distribución
Asociado a arrecifes, habita en lagunas claras con sustratos arenosos, de escombros y colonias coralinas, así como en la base de arrecifes exteriores. Ocurre solitario o en pequeños grupos.
Su rango de profundidad está entre 1 y 90 m. El rango de temperatura conocido en el que se localiza es tropical, y está entre 25.24 y 29.33 °C.
Se distribuye exclusivamente en el océano Pacífico, siendo especie endémica de las islas Hawái y la isla Johnston.

## Alimentación
Está clasificado como pastoreador. Se alimenta principalmente de plancton, algas filamentosas, diatomeas y de la película de algas que recubre los fondos compactos de arena. Forma "escuelas", de hasta cientos de individuos, como estrategia para alimentarse, rompiendo las defensas de otros peces en los territorios.

## Reproducción
No presentan dimorfismo sexual aparente. Son ovíparos y de fertilización externa. No cuidan a sus crías.
Los huevos son pelágicos, de 1 mm de diámetro, y contienen una gotita de aceite para facilitar la flotación. En 24 horas, los huevos eclosionan larvas pelágicas translúcidas, llamadas Acronurus. Son plateadas, comprimidas lateralmente, con la cabeza en forma de triángulo, grandes ojos y prominentes aletas pectorales. La fase larval dura entre 55 y 60 días. Cuando se produce la metamorfosis del estado larval al juvenil, mutan su color plateado a marrón y las formas de su perfil se redondean. 